# Bayadera kirbyi
Bayadera kirbyi är en trollsländeart som beskrevs av Wilson och Reels 2001. Bayadera kirbyi ingår i släktet Bayadera och familjen Euphaeidae. Inga underarter finns listade i Catalogue of Life.